# Lisbourg
Lisbourg település Franciaországban, Pas-de-Calais megyében. Lakosainak száma 591 fő (2022. január 1.). Lisbourg Beaumetz-lès-Aire, Crépy, Équirre, Hézecques, Laires, Prédefin és Verchin községekkel határos.

## Népesség
A település népességének változása:
| Lakosok száma | 576  | 584  | 596  | 591  | 600  | 605  | 609  | 600  | 591  |
|               | 2013 | 2015 | 2016 | 2017 | 2018 | 2019 | 2020 | 2021 | 2022 |